# Record della UAE Arabian Gulf League
In questa voce sono raccolti i record delle varie squadre calcistiche degli Emirati Arabi Uniti.

## Squadre con più successi
Club più titolati degli UAE secondo la somma dei titoli vinti
Ultimo aggiornamento al 23 aprile, dopo la vittoria dell'Al Jazira della UAE Pro League Cup 2024-2025.
| Pos. | Club           | PL | CP | LC | FC | SC | ACL | GCL | ACL2 | Altri Titoli | Totali |
| ---- | -------------- | -- | -- | -- | -- | -- | --- | --- | ---- | ------------ | ------ |
| 1    | Al-Ain         | 14 | 7  | 2  | 3  | 5  | 2   | 1   | —    | 2            | 36     |
| 2    | Shabab Al-Ahli | 9  | 11 | 5  | —  | 7  | —   | —   | —    | 3            | 35     |
| 3    | Sharjah        | 6  | 10 | 1  | —  | 3  | —   | —   | 1    | 1            | 22     |
| 4    | Al-Nasr        | 3  | 4  | 2  | 4  | 2  | —   | 1   | —    | 2            | 18     |
| 5    | Al-Wahda       | 4  | 2  | 3  | 3  | 4  | —   | —   | —    | 1            | 17     |
| 6    | Al-Wasl        | 8  | 3  | —  | 1  | —  | —   | 1   | —    | 1            | 14     |
| 7    | Al-Shabab      | 3  | 4  | 1  | 1  | —  | —   | 3   | —    | —            | 12     |
| 8    | Al-Jazira      | 3  | 3  | 2  | 1  | 1  | —   | 1   | —    | —            | 11     |
| 9    | Ajman          | —  | 1  | 1  | 2  | —  | —   | —   | —    | —            | 4      |
| 10   | Dubai Club     | —  | —  | —  | 2  | —  | —   | —   | —    | —            | 2      |
| =    | Baniyas        | —  | 1  | —  | —  | —  | —   | 1   | —    | —            | 2      |
| =    | Emirates       | —  | 1  | —  | —  | 1  | —   | —   | —    | —            | 2      |
| =    | Al-Shaab       | —  | 1  | —  | —  | 1  | —   | —   | —    | —            | 2      |
| 14   | Al Dhafra      | —  | —  | —  | 1  | —  | —   | —   | —    | —            | 1      |

Note
L'Al-Shabab e il Dubai Club nel 2017 si sono fuse con l'Al-Ahli Dubai per formare lo Shabab Al-Ahli Dubai
L'Al-Shaab nel 2017 è stato dissolto dopo la fusione con lo Sharjah

## Titoli Internazionali

### AFC Champions League
| Club   | Numero di Vittorie | Anni             |
| ------ | ------------------ | ---------------- |
| Al-Ain | 2                  | 2002-03, 2023-24 |

### AFC Champions League Two
| Club    | Numero di Vittorie | Anni    |
| ------- | ------------------ | ------- |
| Sharjah | 1                  | 2024-25 |

### Coppa dei Campioni del Golfo
| Club      | Numero di Vittorie | Anni             |
| --------- | ------------------ | ---------------- |
| Al-Shabab | 3                  | 1992, 2011, 2015 |
| Al-Jazira | 1                  | 2007             |
| Al-Ain    | 1                  | 2001             |
| Baniyas   | 1                  | 2013             |
| Al-Wasl   | 1                  | 2009             |
| Al-Nasr   | 1                  | 2014             |

## Titoli nazionali

### UAE Arabian Gulf League
| Club                          | Numero di Vittorie | Anni                                                                               |
| ----------------------------- | ------------------ | ---------------------------------------------------------------------------------- |
| Al-Ain                        | 14                 | 1977, 1981, 1984, 1993, 1998, 2000, 2002, 2003, 2004, 2012, 2013, 2015, 2018, 2022 |
| Al-Ahli Dubai/ Shabab Al-Ahli | 9                  | 1975, 1976, 1980, 2006, 2009, 2014, 2016, 2023, 2025                               |
| Al-Wasl                       | 8                  | 1982, 1983, 1985, 1988, 1992, 1997, 2007, 2024                                     |
| Sharjah                       | 6                  | 1974, 1987, 1989, 1994, 1996, 2019                                                 |
| Al-Wahda                      | 4                  | 1999, 2001, 2005, 2010                                                             |
| Al-Nasr                       | 3                  | 1978, 1979, 1986                                                                   |
| Al-Shabab                     | 3                  | 1990, 1995, 2008                                                                   |
| Al-Jazira                     | 3                  | 2011, 2017, 2021                                                                   |

### Coppa del Presidente degli Emirati Arabi
| Club                          | Vittorie | Anni                                                             |
| ----------------------------- | -------- | ---------------------------------------------------------------- |
| Al-Ahli Dubai/ Shabab Al-Ahli | 11       | 1975, 1977, 1988, 1996, 2002, 2004, 2008, 2013, 2019, 2021, 2025 |
| Sharjah                       | 10       | 1979, 1980, 1982, 1983, 1991, 1995, 1998, 2003, 2022, 2023       |
| Al-Ain                        | 7        | 1999, 2001, 2005, 2006, 2009, 2014, 2018                         |
| Al-Shabab                     | 4        | 1981, 1990, 1994, 1997                                           |
| Al-Nasr                       | 4        | 1985, 1986, 1989, 2015                                           |
| Al-Jazira                     | 3        | 2011, 2012, 2016                                                 |
| Al-Wasl                       | 3        | 1987, 2007, 2024                                                 |
| Al-Wahda                      | 2        | 2000, 2017                                                       |
| Al-Shaab                      | 1        | 1993                                                             |
| Baniyas                       | 1        | 1992                                                             |
| Ajman                         | 1        | 1984                                                             |
| Emirates                      | 1        | 2010                                                             |

### Arabian Gulf Super Cup
| Squadra                       | Vittorie | Anni                               |
| ----------------------------- | -------- | ---------------------------------- |
| Al-Ahli Dubai/ Shabab Al-Ahli | 7        | 2008, 2013, 2014, 2016, 2023, 2024 |
| Al-Ain                        | 5        | 1995, 2003, 2009, 2012, 2015       |
| Al-Wahda                      | 4        | 2002, 2011, 2017, 2018             |
| Sharjah                       | 3        | 1994, 2019, 2022                   |
| Al-Nasr                       | 2        | 1990, 1996                         |
| Al-Jazira                     | 1        | 2021                               |
| Emirates                      | 1        | 2010                               |
| Al-Shaab                      | 1        | 1993                               |

### UAE Arabian Gulf Cup
| Squadra                       | Vittorie | Anni                         |
| ----------------------------- | -------- | ---------------------------- |
| Al-Ahli Dubai/ Shabab Al-Ahli | 5        | 2012, 2014, 2017, 2019, 2021 |
| Al-Wahda                      | 3        | 2015, 2020, 2024             |
| Al-Nasr                       | 2        | 2016, 2018                   |
| Al-Ain                        | 2        | 2009, 2022                   |
| Al-Jazira                     | 2        | 2010, 2025                   |
| Al-Shabab                     | 1        | 2011                         |
| Ajman                         | 1        | 2013                         |
| Sharjah                       | 1        | 2023                         |

### Coppa della Federazione
| Club       | Vittorie | Anni                   |
| ---------- | -------- | ---------------------- |
| Al-Nasr    | 4        | 1988, 1994, 2000, 2002 |
| Al-Ain     | 3        | 1989, 2005, 2006       |
| Al-Wahda   | 3        | 1986, 1995, 2001       |
| Ajman      | 2        | 2011, 2016             |
| Dubai Club | 2        | 2010, 2015             |
| Al Dhafra  | 1        | 2012                   |
| Al-Jazira  | 1        | 2007                   |
| Al-Wasl    | 1        | 1993                   |
| Al-Shabab  | 1        | 1985                   |

## Titoli minori

### Abu Dhabi Championship Cup
| Club   | Numero di Vittorie | Anni       |
| ------ | ------------------ | ---------- |
| Al-Ain | 2                  | 1974, 1975 |

### Al Etihad "Union" Cup
| Club     | Numero di Vittorie | Anni             |
| -------- | ------------------ | ---------------- |
| Al-Wahda | 3                  | 1985, 1998, 2001 |
| Al-Nasr  | 3                  | 1988, 2000, 2002 |

### Joint League Cup
| Club    | Numero di Vittorie | Anni    |
| ------- | ------------------ | ------- |
| Sharjah | 1                  | 1976–77 |
| Al-Ain  | 1                  | 1982–83 |
| Al-Nasr | 1                  | 1984–85 |

### Emirati-Moroccan Super Cup
| Club          | Numero di Vittorie | Anni |
| ------------- | ------------------ | ---- |
| Al-Ain        | 1                  | 2015 |
| Al-Ahli Dubai | 1                  | 2016 |

### Qatar–UAE Super Shield
| Club           | Numero di Vittorie | Anni    |
| -------------- | ------------------ | ------- |
| Shabab Al-Ahli | 1                  | 2023-24 |
| Al-Wasl        | 1                  | 2024-25 |

### Qatar-UAE Challenge Shield
| Club           | Numero di Vittorie | Anni    |
| -------------- | ------------------ | ------- |
| Shabab Al-Ahli | 1                  | 2024-25 |

### Qatar-UAE Super Cup
| Club    | Numero di Vittorie | Anni    |
| ------- | ------------------ | ------- |
| Al-Nasr | 1                  | 2024-25 |

### Qatar-UAE Challenge Cup
| Club     | Numero di Vittorie | Anni    |
| -------- | ------------------ | ------- |
| Al-Wahda | 1                  | 2024-25 |

## Competizioni Internazionali

### AFC Asian Club Championship
Un totale di sei squadre hanno rappresentato gli UAE nella AFC Asian Club Championship fino alla sua scomparsa nel 2002 
(guarda : AFC Champions League).
| Team      | Partecipazioni | 1986 | 1987 | 88-89 | 89-90 | 91-92 | 92-93 | 93-94 | 94-95 | 1995 | 96-97 | 97-98 | 98-99 | 99-00 | 00-01 | 01-02 |
| --------- | -------------- | ---- | ---- | ----- | ----- | ----- | ----- | ----- | ----- | ---- | ----- | ----- | ----- | ----- | ----- | ----- |
| Al-Wasl   | 4              | G    |      |       | G     |       | 3°    |       | G     |      |       |       |       |       |       |       |
| Sharjah   | 3              |      |      | G     |       |       |       | QS    |       |      | WD    |       |       |       |       |       |
| Al-Shabab | 2              |      |      |       |       | 4°    |       |       |       | QS   |       |       |       |       |       |       |
| Al-Ain    | 2              |      |      |       |       |       |       |       |       |      |       |       | 3°    |       | QS    |       |
| Al-Wahda  | 2              |      |      |       |       |       |       |       |       |      |       |       |       | QS    |       | G     |
| Al-Nasr   | 2              |      | G    |       |       |       |       |       |       |      |       | WD    |       |       |       |       |

QS : Turno Qualificazione, G : Fase a Gironi, 4th : Quarto Posto, 3rd : Terzo Posto, WD : Ritirata

### Coppa delle Coppe dell'AFC
| Team      | Partecipazioni | 1990-91 | 1991-92 | 1992-93 | 1993-94 | 1994-95 | 1995-96 | 1996-97 | 1997-98 | 1998-99 | 1999-00 | 2000-01 | 2001-02 |
| --------- | -------------- | ------- | ------- | ------- | ------- | ------- | ------- | ------- | ------- | ------- | ------- | ------- | ------- |
| Al-Shabab | 3              | S       |         |         |         | R       |         |         | WD      |         |         |         |         |
| Al-Ain    | 3              |         |         |         |         |         | R2      |         |         |         | R1      |         | Q       |
| Al-Wahda  | 2              |         |         |         |         |         |         |         |         | R1      |         | R1      |         |
| Baniyas   | 2              |         |         | FI      |         |         |         | R1      |         |         |         |         |         |
| Sharjah   | 1              |         | R1      |         |         |         |         |         |         |         |         |         |         |
| Al-Nasr   | 1              |         |         |         | WD      |         |         |         |         |         |         |         |         |

R1 : Primo turno, R2 : Secondo turno, FI : Fase intermedia, O : Ottavi di finale, Q : Quarti di finale, S : Semi-finali, R : Secondo posto, V : Vittoria, D : Squalificato, WD' : Ritirata

### AFC Champions League
| Team                          | Partecipazioni | 2002-03 | 2004 | 2005 | 2006 | 2007 | 2008 | 2009 | 2010 | 2011 | 2012 | 2013 | 2014 | 2015 | 2016 | 2017 | 2018 | 2019 | 2020 | 2021 | 2022 | 23-24 |
| ----------------------------- | -------------- | ------- | ---- | ---- | ---- | ---- | ---- | ---- | ---- | ---- | ---- | ---- | ---- | ---- | ---- | ---- | ---- | ---- | ---- | ---- | ---- | ----- |
| Al-Ain                        | 17             | V       | Q    | R    | Q    | G    |      |      | G    | G    |      | G    | S    | O    | R    | Q    | O    | G    | G    | P    |      | V     |
| Al-Wahda                      | 12             |         | Q    |      | G    | S    | G    |      | G    |      |      |      |      | P    |      | G    | G    | O    | Rit. | Q    |      |       |
| Al-Jazira                     | 11             |         |      |      |      |      |      | G    | G    | G    | O    | G    | O    | P    | G    | G    | O    |      |      |      | G    |       |
| Al-Ahli Dubai/ Shabab Al-Ahli | 10             |         |      | G    |      |      |      | G    | G    |      |      |      | G    | R    |      | O    |      |      | O    | G    | O    | P     |
| Sharjah                       | 6              |         | Q    |      |      |      |      | DQ   |      |      |      |      |      |      |      |      |      |      | G    | O    | G    | G     |
| Al-Nasr                       | 4              |         |      |      |      |      |      |      |      |      | G    | G    |      |      | Q    |      |      | P    |      |      |      |       |
| Al-Shabab                     | 4              |         |      |      |      |      |      | G    |      |      | G    | O    |      |      | P    |      |      |      |      |      |      |       |
| Baniyas                       | 3              |         |      |      |      |      |      |      |      |      | O    |      | P    |      |      |      |      |      |      |      | P    |       |
| Al-Wasl                       | 3              |         |      |      |      |      | G    |      |      |      |      |      |      |      |      |      | G    | G    |      |      |      |       |
| Emirates                      | 1              |         |      |      |      |      |      |      |      |      | G    |      |      |      |      |      |      |      |      |      |      |       |

P : Preliminari, G : Fase a gironi, O : Ottavi di finale, Q : Quarti di finale, S : Semi-finali, R : Secondo posto, V : Vittoria, DQ : Squalificato

### AFC Champions League Elite
| Team           | Partecipazioni | 2024-25 |
| -------------- | -------------- | ------- |
| Al-Ain         | 1              | FC      |
| Al-Wasl        | 1              | O       |
| Shabab Al-Ahli | 1              | P       |

P : Preliminari, FC : Fase campionato, O : Ottavi di finale, Q : Quarti di finale, S : Semi-finali, R : Secondo posto, V : Vittoria, DQ : Squalificato

### AFC Champions League Two
| Team           | Partecipazioni | 2024-25 |
| -------------- | -------------- | ------- |
| Sharjah        | 1              | V       |
| Shabab Al-Ahli | 1              | Q       |

P : Preliminari, G : Fase a gironi, O : Ottavi di finale, Q : Quarti di finale, S : Semi-finali, R : Secondo posto, V : Vittoria, DQ : Squalificato

### Arab Club Champions Cup
| Team          | Partecipazioni | 1988 | 1992 | 1998 | 1999 | 2000 | 2001 | 2007 | 2008 | 2009 | 2017 | 2019 | 2020 | 2023 |
| ------------- | -------------- | ---- | ---- | ---- | ---- | ---- | ---- | ---- | ---- | ---- | ---- | ---- | ---- | ---- |
| Sharjah       | 4              | GS   |      |      | GS   |      |      |      | R32  | WD   |      |      |      |      |
| Al-Wasl       | 3              |      |      | SF   |      |      |      |      |      |      |      | QF   | R16  |      |
| Al-Ain        | 2              |      |      |      |      |      | WD   |      |      |      |      | R32  |      |      |
| Al-Ahli Dubai | 2              |      |      |      |      | GS   |      | R32  |      |      |      |      |      |      |
| Al-Jazira     | 2              |      |      |      |      |      |      |      |      |      |      | R32  | R16  |      |
| Al-Wahda      | 2              |      |      |      |      |      |      |      |      |      | GS   |      |      | QF   |
| Al-Shabab     | 1              |      | GS   |      |      |      |      |      |      |      |      |      |      |      |

GS : Fase a Gironi, R32 : Sedicesimi di Finale, R16 : Ottavi di Finale, QF : Quarti di Finale, SF : Semi finali, R : Secondo Posto, C : Vincitori, WD : Ritirata

### Coppa delle Coppe araba
| Team      | Partecipazioni | 1991 | 1993 | 1995 | 1998 | 1999 | 2000 | 2001 |
| --------- | -------------- | ---- | ---- | ---- | ---- | ---- | ---- | ---- |
| Al-Nasr   | 3              | GS   | GS   | GS   |      |      |      |      |
| Al-Wasl   | 2              |      |      |      | GS   |      | WD   |      |
| Al-Shaab  | 1              |      |      |      |      |      |      | GS   |
| Al-Shabab | 1              |      |      |      |      | WD   |      |      |

GS : Fase a Gironi, R32 : Sedicesimi di Finale, R16 : Ottavi di Finale, QF : Quarti di Finale, SF : Semi finali, R : Secondo Posto, C : Vincitori, WD : Ritirata

### Mondiale per Club FIFA
| Team          | Partecipazioni | 2009 | 2010 | 2017 | 2018 | 2021 | 2025 |
| ------------- | -------------- | ---- | ---- | ---- | ---- | ---- | ---- |
| Al-Ain        | 2              |      |      |      | 2°   |      | Q    |
| Al-Jazira     | 2              |      |      | 4°   |      | 6°   |      |
| Al-Ahli Dubai | 1              | 7°   |      |      |      |      |      |
| Al-Wahda      | 1              |      | 6°   |      |      |      |      |

Q = Qualificato, 7° = settimo posto, 6° = sesto posto, 5° = quinto posto, 
4° = quarto posto, 3° = terzo posto, 2° = finalista, 1° = vincitore